# Diamond Football Club
O Diamond Football Club é um clube de futebol sediado em The Valley, Anguilla. Fundado em 2014, atualmente disputa o Campeonato Anguilano de Futebol. Também tem um clube de futebol feminino, apelidado de Diamond Queens.